# École nationale supérieure d'architecture et de paysage de Lille
L’École nationale supérieure d'architecture et de paysage de Lille est un établissement public à caractère administratif d'enseignement supérieur relevant du ministère de la Culture et de la Communication et formant des architectes (diplômés d’État) et des paysagistes (diplômés par le gouvernement). Elle est située à Villeneuve-d'Ascq (Métropole européenne de Lille, Hauts-de-France).
Le 1er janvier 2022, l'ENSAPL a rejoint, en tant qu'établissement-composante, la nouvelle « Université de Lille », formée avec les facultés de l'université de Lille, l'École supérieure de journalisme de Lille (ESJ Lille), SciencesPo Lille, et l'École nationale supérieure des arts et industries textiles (ENSAIT). C'est le 22 avril 2021 que les conseils d'administration des quatre établissements ont voté en faveur du projet de création de la nouvelle entité.

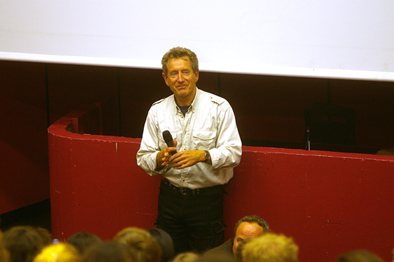
L'école accueille aussi de nombreux intervenants extérieurs, dont ici Gilles Clément

## Histoire
Un cours d'architecture est institué à Lille en 1758 à l'initiative de François-Joseph Gombert et l'enseignement se poursuit dans le cadre de l'école des beaux-arts de Lille aux XIXe et XXe siècles.
En 1977, l'architecte lillois Pierre Eldin conçoit de nouveaux locaux propres à l'enseignement de l'architecture.

## Les formations
La formation de paysagiste (DPLG) à l'école nationale supérieure d'architecture et de paysage de Lille s'effectue en quatre ans.
Elle est accessible, par voie de concours, à tout étudiant titulaire d'un diplôme de niveau baccalauréat + 2. Elle est membre associé de l'université Lille Nord de France jusqu'à sa dissolution en 2019.
L’enseignement des métiers du paysage à l'école nationale supérieure d'architecture et de paysage de Lille cherche à favoriser l’esprit d’invention et la créativité des étudiants tout en s’inscrivant dans le caractère économique et social du territoire.
Il s’articule sur huit semestres :
– les deux premiers sont consacrés à la construction d’une culture générale, technique et inventive du paysage ;
– les quatre semestres suivants permettent d’acquérir les moyens conceptuels et techniques du projet dans le contexte institutionnel économique et social de la pratique professionnelle ;
– les deux derniers semestres constituent une initiation à la recherche et à l’élaboration du travail de fin d’études (TFE).
Les étudiants qui le désirent peuvent valider une année d’études à l’étranger dans le cadre d’échanges Erasmus.

## Principes pédagogiques
Ils sont centrés sur l’enseignement du projet par le projet (52 % du temps encadré) et sur différentes formes de relation à la pratique (stages, voyages d’études, conférences etc.).
Les élèves peuvent être associées, à de grands projets tels que par exemple celui de la Zone de l'Union, projet d'écoquartier de 80 ha sur les communes de Roubaix, Tourcoing et Wattrelos dans le cadre d'un projet de ville renouvelée.
Des programmes de formation continue sont également proposés par l'école, dont sur les thèmes de la haute qualité environnementale appliqués au bâti, des écoquartiers, de l'eau dans la ville, etc. Ils peuvent s'appuyer sur les réalisations pionnières construites dans la région nord-Pas-de-Calais dans ce domaine, et sur de premiers retours d'expérience ainsi que sur des perspectives telles que celle d'une quinzième cible HQE.

## Accessibilité
Ce site est desservi par la station de métro Villeneuve-d'Ascq - Hôtel de Ville.